# 상그레 데 미 티에라
《상그레 데 미 티에라》(스페인어: Sangre de mi tierra)는 2017년 방영된 미국의 텔레노벨라이다.